# 明徳皇后 (宋)
明徳皇后（めいとくこうごう）は、北宋の太宗の3番目の妻であり、皇后。姓は李氏。

## 生涯
潞州上党県の人。淄州刺史の李処耘と陳氏の次女として生まれた。開宝年間、符氏と死別した晋王（後の太宗）に嫁いで王妃となった。
太平興国3年（978年）7月に入宮し、雍熙元年12月（985年1月）には皇后に冊立された。端正であり礼儀正しく、仁厚な性格だった。太宗との間に息子1人を儲けたが、早世した。
至道2年（996年）、李氏の嫡母の呉氏が衛国太夫人に、生母の陳氏が韓国太夫人に封じられている。太宗が崩じた後は皇太后となり、西宮の嘉慶殿へ移った。咸平4年（1001年）、李氏のための万安宮が建てられ、ここに住みながら万安皇太后と呼ばれた。
景徳元年（1004年）3月、万安宮にて崩御。「明徳」と諡され、太宗の永熙陵に合葬された。

## 伝記資料
- 『宋史』巻242 后妃伝上 明徳李皇后伝
- 『宋会要輯稿』巻12 后妃一 明德李皇后